# 靈能力者 小田霧響子的謊言
《靈能力者 小田霧響子的謊言》（日语：霊能力者 小田霧響子の嘘）是甲斐谷忍的日本漫畫作品。
2010年改編為同名電視連續劇。

## 劇情簡介
擁有靈力的天才占卜師「小田霧響子」，以精準的占卜受到好評，可是她其實一點靈力都沒有，她只是憑著像偵探般的推理能力偵破疑團……

## 登場人物
小田霧響子
故事主角，對外界是個知名的通靈能力者，實際上並沒有任何通靈能力，而是靠敏銳的觀察力及邏輯進行推理，在發現事件真相後常指著額上的紅寶石並說「一切都看到了」。16歲從哈佛大學首席成績畢業。
谷口一郎
集英大學四年級生，視響子為偶像。在求職面試的路途中遇上響子，後來不小心撞見響子正在換裝，後來被響子聘為雜役。
黑服A（暫稱）
本名不詳，是響子的秘書，通曉七國語言。
細木草太
亦是響子的秘書。
村山良男
物理學家，不承認一切超自然現象，敵視小田霧響子。十分堅持是非，但因說話的態度太過苛薄而樹敵不少。

## 出版書籍
| 集數 | 集英社        | 集英社                 | 長鴻出版社     | 長鴻出版社           |
| 集數 | 發售日期      | ISBN                   | 發售日期       | EAN                  |
| ---- | ------------- | ---------------------- | -------------- | -------------------- |
| 1    | 2008年2月19日 | ISBN 978-4-08-877402-2 | 2011年10月5日  | EAN 471-6814-19394-9 |
| 2    | 2008年7月18日 | ISBN 978-4-08-877479-4 | 2011年10月18日 | EAN 471-6814-19395-6 |
| 3    | 2009年4月17日 | ISBN 978-4-08-877618-7 | 2011年10月21日 | EAN 471-6814-19396-3 |
| 4    | 2010年9月17日 | ISBN 978-4-08-877862-4 | 2012年2月16日  | EAN 471-6814-19716-9 |
| 5    | 2010年12月3日 | ISBN 978-4-08-879074-9 | 2012年6月20日  | EAN 471-5409-85003-8 |
| 6    | 2011年6月17日 | ISBN 978-4-08-879163-0 | 2014年5月10日  | EAN 471-5409-85667-2 |
| 7    | 2012年2月24日 | ISBN 978-4-08-879297-2 | 2015年10月17日 | EAN 471-5409-86859-0 |

## 電視劇
這是一部推理懸疑喜劇，電視劇版由朝日電視台於2010年10月10日至12月5日星期日晚間電視劇時段播出，由石原里美主演。電視劇版本的人物設定與原作差異甚大。

### 製作人員
- 劇本：渡辺雄介（日语：渡辺雄介）、森迅史（日语：森ハヤシ）、小泉德宏（日语：小泉徳宏）（ROBOT）、山岡真介（日语：山岡真介）
- 音樂：山下康介
- 旁白：永井一郎
- 演出：常廣丈太（テレビ朝日）、本橋圭太（日语：本橋圭太）
- 總製片人：横地郁英（テレビ朝日）
- 製片人：関拓也（テレビ朝日）、井上竜太（ホリプロ）
- 製作：朝日電視台、堀製作（ホリプロ）

### 角色
小田霧響子 - 石原里美（石原さとみ）（香港配音：曾佩儀）
本劇主角，在「東和電視台」電視節目「オカルトーーク」中任「天才靈能力者」，但實際並無任何靈力。每次節目錄影前都是一位踏實的「超常事件」調查員，本性膽小，對於需要撒謊在靈能力節目中扮演所謂的靈能力者感愧疚	。
響子的父母在她年幼時已失蹤，與弟弟幸太一起為姑母瀨川由美所領養。在別人家裡常要看著人們的臉色做事，漸漸培養了凡事觀察細微的個性，因擁有異乎常人的能力，在高中時代被同班同學排斥欺侮。
她為患重病的幸太籌治療費，到電視台假裝所謂的「靈能力者」賺取酬勞，但她只是憑著從生活中學習的敏銳觀察與推理能力，旁敲側擊的收集情報，解開疑團，戳破事件背後說謊者的謊言。
她每次在電視台節目中「揭穿」說謊者的謊言後不直接抨擊對方的不是，而是用另一個謊言去遮蓋，好讓說謊者有一個下台階，同時希望對方能夠迷途知返。
後來與崇拜她的粉絲「谷口一郎」共同解決很多事件，本劇是講述她以「占卜」來幫助世人的故事。
谷口一郎 - 谷原章介（香港配音：翟耀輝）
警視廳突然設置的「靈能力搜查課準備室」的一員。一名為了尋找靈能力者而接近響子的搜查官，代號「M」，崇拜響子，常稱她為大師。對超常現象抱懷疑態度，跟響子一樣是膽小鬼。
飯伏薫 - 大島優子（香港配音：何璐怡）
響子的表姊妹，在響子的所屬事務所工作，節目企劃與文藝事務所「EVC代理店」的社長兼節目「オカルトーーク」製片人，常為了節目收視要求響子繼續扮演靈能力者。她知道響子並沒有靈能力，但一手把響子打造成女王陛下的造型，巧妙地安排響子的工作。
女刑事「S」 - 三浦理惠子（香港配音：曾秀清）
谷口的上司，本名不詳，「靈能力搜查課準備室」的一員，常對谷口作出指令。
小田霧幸太 - 竹內壽
響子的弟弟，身懷奇難雜症，是響子持續「說謊」的最大推動力。
戸井睦子 - 篠原真衣
電視節目「オカルトーーク」的主持，確信響子具有靈能力。
黒服の男 - 金清勝則、野間慎平
招牌造型是黑衣和墨鏡，按飯伏薰的指示做事，協助響子進行調查，感情上響子的支持者。

### 主題曲
- 主唱：SEKAI NO OWARI
- 名：「天使と悪魔」（Lastrum）

### 各話標題
| 各話                                                            | 播放日         | 日文副標題                     | 中文翻譯標題         | 劇本     | 導演     | 收視率 |
| --------------------------------------------------------------- | -------------- | ------------------------------ | -------------------- | -------- | -------- | ------ |
| 第1霊                                                           | 2010年10月10日 | 痴漢幽霊                       | 痴漢幽靈             | 渡辺雄介 | 常廣丈太 | 7.8%   |
| 第2霊                                                           | 2010年10月17日 | 霊能ブタの大予言               | 靈豬大預言           | 森迅史   | 常廣丈太 | 7.0%   |
| 第3霊                                                           | 2010年10月24日 | 心霊写真×神隠し                | 心靈照片×神隱        | 渡辺雄介 | 本橋圭太 | 7.6%   |
| 第4霊                                                           | 2010年10月31日 | ポルターガイストの謎           | 喧鬧鬼之謎           | 小泉徳宏 | 本橋圭太 | 7.5%   |
| 第5霊                                                           | 2010年11月7日  | 人体発火トリック               | 人體點火詭計         | 森ハヤシ | 常廣丈太 | 8.3%   |
| 第6霊                                                           | 2010年11月14日 | 浮き出ては消える血文字トリック | 顯示出消失的血字詭計 | 山岡真介 | 本橋圭太 | 7.5%   |
| 第7霊                                                           | 2010年11月21日 | 謎の透視アイドル               | 神秘的透視偶像       | 森迅史   | 常廣丈太 | 9.0%   |
| 第8霊                                                           | 2010年11月28日 | 金髪ゴースト瞬間移動           | 金髮鬼瞬間移動       | 森迅史   | 本橋圭太 | 9.7%   |
| 最終回                                                          | 2010年12月5日  | 透明人間の正体                 | 透明人的真面目       | 渡辺雄介 | 常廣丈太 | 7.2%   |
| 平均收視率：8.0% （收視率為關東地區・由Video Research公司調查） |                |                                |                      |          |          |        |

### 與原作之差異
- 在原作中，響子的表姊妹薰、親弟弟幸太、谷口的上司「S」並沒有出現。
- 在電視劇版本中響子被換成柔弱的個性，谷口也設定成一名「刑警」。

## 作品的變遷
| 日本 朝日電視台 週日晚間23:00-23:55        | 日本 朝日電視台 週日晚間23:00-23:55                          | 日本 朝日電視台 週日晚間23:00-23:55 |
| ------------------------------------------ | ------------------------------------------------------------ | ----------------------------------- |
|                                            | 靈能力者 小田霧響子的謊言 （2010年10月10日 - 2010年12月5日） |                                     |
| 出租天使 （2010年9月19日 - 2010年9月26日） | Dr.伊良部一郎 （2011年1月30日 - 2011年3月27日）              |                                     |

| 臺灣 緯來日本台 週一至週五 21:00至22:00    | 臺灣 緯來日本台 週一至週五 21:00至22:00   | 臺灣 緯來日本台 週一至週五 21:00至22:00 |
| ------------------------------------------ | ----------------------------------------- | --------------------------------------- |
|                                            | 靈媒好神 （2011年3月28日 - 2011年4月7日） |                                         |
| 美麗鄰人 （2011年3月14日 - 2011年3月25日） | 仁醫 （2011年4月8日 - 2011年5月10日）     |                                         |

| 香港 無綫電視、J2 星期五22:30-23:30        | 香港 無綫電視、J2 星期五22:30-23:30                                                 | 香港 無綫電視、J2 星期五22:30-23:30    |
| ------------------------------------------ | ----------------------------------------------------------------------------------- | -------------------------------------- |
|                                            | 讀心神棍 （2011.08.05 - 2011.09.30）                                                |                                        |
| 不良仔與四眼妹 （2011.05.20 - 2011.07.22） | 決定不哭的日子 （2011.09.30 - 2011.11.25） 決定不哭的日子~秘書室起義 （2011.12.02） |                                        |
| 星期一至五 14:00-15:00                     |                                                                                     |                                        |
| （2013.05.23 - 2013.06.05）                | 讀心神棍 （2013.06.06 - 2013.06.18）                                                | 原來是美男 （2013.06.19 - 2013.07.03） |

## 外部連結
- 朝日電視台官方網站（日語）